# Contentieux administratif en France
Le contentieux administratif est l'ensemble des litiges attraits devant les juridictions administratives, et par extension, les règles qui s'appliquent au traitement de ces litiges.
Les règles applicables aux tribunaux administratifs, aux cours administratives d'appel et au Conseil d'État sont rassemblées dans le Code de justice administrative (CJA).

## Contentieux administratif
- 13 décembre 1889 : Cadot[1] : Abandon de la théorie du ministre-juge : compétence générale du juge administratif[2].

- 29 mars 1901 : Casanova[3] : Tout contribuable d’une commune a un intérêt à agir contre l'inscription d'une dépense au budget de celle-ci.

- 6 février 1903 : Terrier[4] : Compétence du juge administratif pour les contrats publics des collectivités locales.

- 11 décembre 1903 : Lot[5] : Intérêt pour agir d’une personne contre une décision qui porte atteinte aux droits qu’elle tient de son statut, de ses titres ou des prérogatives de sa fonction.

- 8 juillet 1904 : Botta[6] : Autorité de la chose jugée d'un arrêt de cassation ou d'annulation.

- 28 décembre 1906 : Syndicat des patrons coiffeurs de Limoges[7] : Intérêt pour agir d’un syndicat professionnel, mais non au nom d'intérêts particuliers, sauf mandat spécial.

- 4 mars 1910 : Thérond[8] : Compétence de la juridiction administrative pour un contrat de service public.

- 10 mai 1912 : Abbé Bouteyre[9] : Pouvoir d’appréciation du ministre de l'instruction publique refusant d'admettre un prêtre catholique à concourir à l'agrégation de philosophie.

- 3 novembre 1922 : Dame Cachet[10] : Pouvoir de retrait d'une décision individuelle créatrice de droits pendant le délai de recours contentieux. Voir 26 octobre 2001, Ternon (plus bas).

- 26 décembre 1925 : Rodière[11] : Effet rétroactif de l'annulation contentieuse.

- 10 janvier 1930 : Despujol[12] : Recours dans le cas d’un changement de circonstances faisant qu’un acte réglementaire est devenu illégal.

- 12 novembre 1938 : Chambre syndicale des constructeurs de moteurs d'avions[13] : Conditions pour les sursis à exécution des décisions administratives.

- 31 juillet 1942 : Monpeurt[14] : Compétence du Conseil d’État pour les actes administratifs d’un organisme privé chargé d’un service public.

- 2 avril 1943 : Bouguen[15] : Compétence du Conseil d’État pour statuer sur certaines décisions des ordres professionnels.

- 21 mars 1947 : Compagnie Générale des Eaux[16] et Veuve Aubry[17] : La date d'évaluation du préjudice, dans le cas des dommages aux biens, est la date où il peut être procédé aux réparations et, dans le cas des dommages aux personnes, la date de la décision juridictionnelle.

- 25 juin 1948 : Société du journal « L'Aurore »[18] : Principe de non-rétroactivité des actes administratifs.

- 17 avril 1953 : Falco et Vidaillac[19] : Compétence de la juridiction administrative en ce qui concerne l'organisation du service public judiciaire, ici pour des élections au Conseil supérieur de la magistrature (CSM).

- 29 janvier 1954 : Institution Notre-Dame du Kreisker[20] : Recevabilité du recours pour excès de pouvoir contre les circulaires qui ajoutent des règles nouvelles. Voir 18 décembre 2002, Mme Duvignères (plus bas).

- 31 mai 1957 : Rosan Girard[21] : Notion d'acte inexistant.

- 26 juin 1959 : Syndicat général des ingénieurs-conseils[22] : Le pouvoir réglementaire autonome est soumis aux principes généraux du droit, même en l'absence de disposition législative.

- 2 mars 1962 : Rubin de Servens[23] : Le chef de l'État a la possibilité d'exercer le pouvoir législatif, au titre de l'article 16 de la Constitution (pleins pouvoirs), sans contrôle du juge administratif.

- 26 janvier 1968 : Société « Maison Genestal »[24] : Le contrôle de la légalité d'une décision économique reposant sur des motifs imprécis peut exiger un complément d'instruction.

- 28 mai 1971 : Ville Nouvelle-Est[25] : Contrôle de l’utilité publique d’une opération d’expropriation, par la théorie du bilan coût-avantage.

- 2 novembre 1973 : Société Anonyme « Librairie François Maspero »[26] : Le juge administratif effectue un contrôle minimum sur la décision du ministre de l'intérieur d'interdire la diffusion d'une publication étrangère. Voir 9 juillet 1997, Association Ekin. Voir aussi Loi sur la liberté de la presse du 29 juillet 1881#Contrôle des publications étrangères.

- 22 décembre 1978 : Ministre de l'intérieur c/ Cohn-Bendit[27] : Limites de la portée juridique des directives communautaires. Le Conseil d'État est revenu sur cette jurisprudence par l'arrêt Mme Perreux[28] du 30 octobre 2009 [29].

- 17 mai 1985 : Mme Menneret[30] : Pouvoir du juge de condamner à une astreinte.

- 3 février 1989 : Compagnie Alitalia[31] : Obligation pour l'administration d'abroger un règlement illégal (ici, contraire au droit communautaire).

- 20 octobre 1989 Nicolo : Le traité international prime sur la loi même si elle a été promulguée postérieurement à la ratification du traité.

- 29 juin 1990 : GISTI[32] : Compétence du juge administratif pour interpréter une convention internationale sans renvoi préjudiciel au ministre des affaires étrangères.

- 28 février 1992 : S.A. Rothmans International France[33] et également l'arrêt S.A. Philip Morris France[34] : Contrôle par le juge administratif de la compatibilité entre les objectifs d'une directive européenne et une loi même postérieure. Voir aussi 3 décembre 1999, Association ornithologique et mammalogique de Saône-et-Loire (plus bas).

- 17 février 1995 : Hardouin [35] et Marie[36] : Restrictions sur la notion de mesures d'ordre intérieur. Voir les conclusions du commissaire du gouvernement Patrick Frydman à l'audience[37].

- 6 juin 1997 : Aquarone[38] : Les règles coutumières du droit international public sont applicables en droit interne mais ne prévalent pas sur la loi en cas de conflit entre ces deux normes. Voir aussi les conclusions du commissaire du gouvernement Gilles Bachelier à l'audience.

- 5 mars 1999 : Président de l'Assemblée nationale[39] : La juridiction administrative est compétente pour connaître des litiges relatifs aux marchés conclus par les assemblées parlementaires.

- 18 janvier 2001 : Commune de Venelles[40] et 5 mars 2001, Saez[41] : Conditions de recevabilité et d'admission du référé.

- 26 octobre 2001 : Ternon[42] : L’administration ne peut retirer une décision individuelle explicite créatrice de droits, si elle est illégale, que dans le délai de quatre mois suivant la prise de cette décision. Cette jurisprudence remplace partiellement celle issue de l'arrêt Dame Cachet[10] de 1922. Voir les conclusions du commissaire du gouvernement François Séners à l'audience (p. 20-31). Cette jurisprudence a été prolongée par l'arrêt Mme Soulier[43] (6 novembre 2002), en matière de décisions pécuniaires, et par l'arrêt M. C.[44] (6 mars 2009), pour l'abrogation des décisions créatrices de droit.

- 11 mai 2004 : Association AC ! et autres[45] : À titre exceptionnel, les effets d'une annulation contentieuse peuvent faire l'objet d'une modulation dans le temps[46]. Voir les conclusions du commissaire du gouvernement Christophe Devys à l'audience et le communiqué de presse.
- 16 juillet 2007 : Société « Tropic Travaux Signalisation »[47] : Un nouveau type de recours contre les contrats administratifs est ouvert aux concurrents évincés. Eu égard à l’impératif de sécurité juridique, non-rétroactivité de cette nouvelle jurisprudence.
- 3 octobre 2008 : SMIRGEOMES[48] : Pour que le juge administratif accueille les demandes de l'entreprise requérante dans le cadre d'un référé pré-contractuel, les manquements aux obligations de publicité et de mise en concurrence dénoncés doivent avoir été "susceptibles de léser l’entreprise, fusse de façon indirecte, en avantageant une entreprise concurrente".
- 28 décembre 2009 : Béziers I[49] : Dans le cadre d'un litige entre parties au contrat, pas d'annulation automatique en cas d'irrégularités.  La nullité du contrat est une sanction ultime, que le juge est invité à ne prononcer qu'en cas d'irrégularités très graves.
- 21 mars 2011 : Béziers II[50] : possibilité pour les parties au contrat de saisir le juge administratif d'un recours de plein contentieux tendant à la reprise des relations contractuelles
- 4 avril 2014 : département de Tarn-et-Garonne[51] : ouverture du recours de plein contentieux aux tiers au contrat.
- 21 mars 2016 : Société Fairvesta International GMBH ; Société NC Numéricable[52] : ouverture du recours pour excès de pouvoir contre les avis, recommandations, mises en garde et prises de position émis par les autorités de régulation, soit lorsque ces actes produisent des effets notables de nature économique, soit lorsqu’ils ont pour objet d’influer de manière significative sur les comportements des personnes auxquelles ils s’adressent.
- 18 mai 2018 : Fédération des finances et affaires économiques de la CFDT[53] :  Dans le cadre d'un recours par voie d'exception, ou d'un recours contre une décision refusant d'abroger un acte administratif, les vices de forme et de procédure sont inopérants. Seuls la légalité des règles fixées par l'acte réglementaire, la compétence de son auteur et l'existence d'un détournement de pouvoir peuvent être utilement critiquées.
- 21 décembre 2018 : Société Eden[54] : lorsque le requérant choisit de présenter des conclusions à fin d'injonction, il incombe au juge de l'excès de pouvoir d'examiner prioritairement les moyens qui seraient de nature, étant fondés, à justifier le prononcé de l'injonction demandée.  De même, lorsque le requérant choisit de hiérarchiser, avant l'expiration du délai de recours, les prétentions qu'il soumet au juge de l'excès de pouvoir en fonction de la cause juridique sur laquelle reposent, à titre principal, ses conclusions à fin d'annulation, il incombe au juge de l'excès de pouvoir d'examiner prioritairement les moyens qui se rattachent à la cause juridique correspondant à la demande principale du requérant.